# Conference South
Conference South (obecnie pod nazwą Blue Square Bet South ze względu na sponsorującą firmę zakładów bukmacherskich) – szósta liga angielska i jednocześnie druga klasa rozgrywkowa w Football Conference. Obejmuje swoim zasięgiem południową Anglię i Walię. Obszary północne obejmuje Conference North. W Conference South występują 22 zawodowe i pół-zawodowe kluby.

## Zespoły w sezonie 2019/20
| Klub                       | Miejsce w sezonie 2017/18                             |
| -------------------------- | ----------------------------------------------------- |
| Aldershot Town             | 21. (Spadek z Conference National 2018/19)            |
| Bath City                  | 5.                                                    |
| Billericay Town            | 8.                                                    |
| Braintree Town             | 22. (Spadek z Conference National 2018/19)            |
| Chelmsford City            | 4.                                                    |
| Chippenham Town            | 13.                                                   |
| Concord Rangers            | 6.                                                    |
| Dartford                   | 10.                                                   |
| Dorking Wanderers          | 1. (awans z Isthmian Premier League 2018/19)          |
| Dulwich Hamlet             | 14.                                                   |
| Eastbourne Borough         | 18.                                                   |
| Hampton & Richmond Borough | 15.                                                   |
| Havant & Waterlooville     | 23. (Spadek z Conference National 2018/19)            |
| Hemel Hempstead Town       | 16.                                                   |
| Hungerford Town            | 19.                                                   |
| Maidstone United           | 24. (Spadek z Conference National 2018/19)            |
| Slough Town                | 11.                                                   |
| St Albans City             | 9.                                                    |
| Tonbridge Angels           | 4. (awans z play off Isthmian Premier League 2018/19) |
| Wealdstone                 | 7.                                                    |
| Welling United             | 3.                                                    |
| Weymouth                   | 1. (awans z Southern Premier League 2018/19)          |